# Wechselladersystem Multi

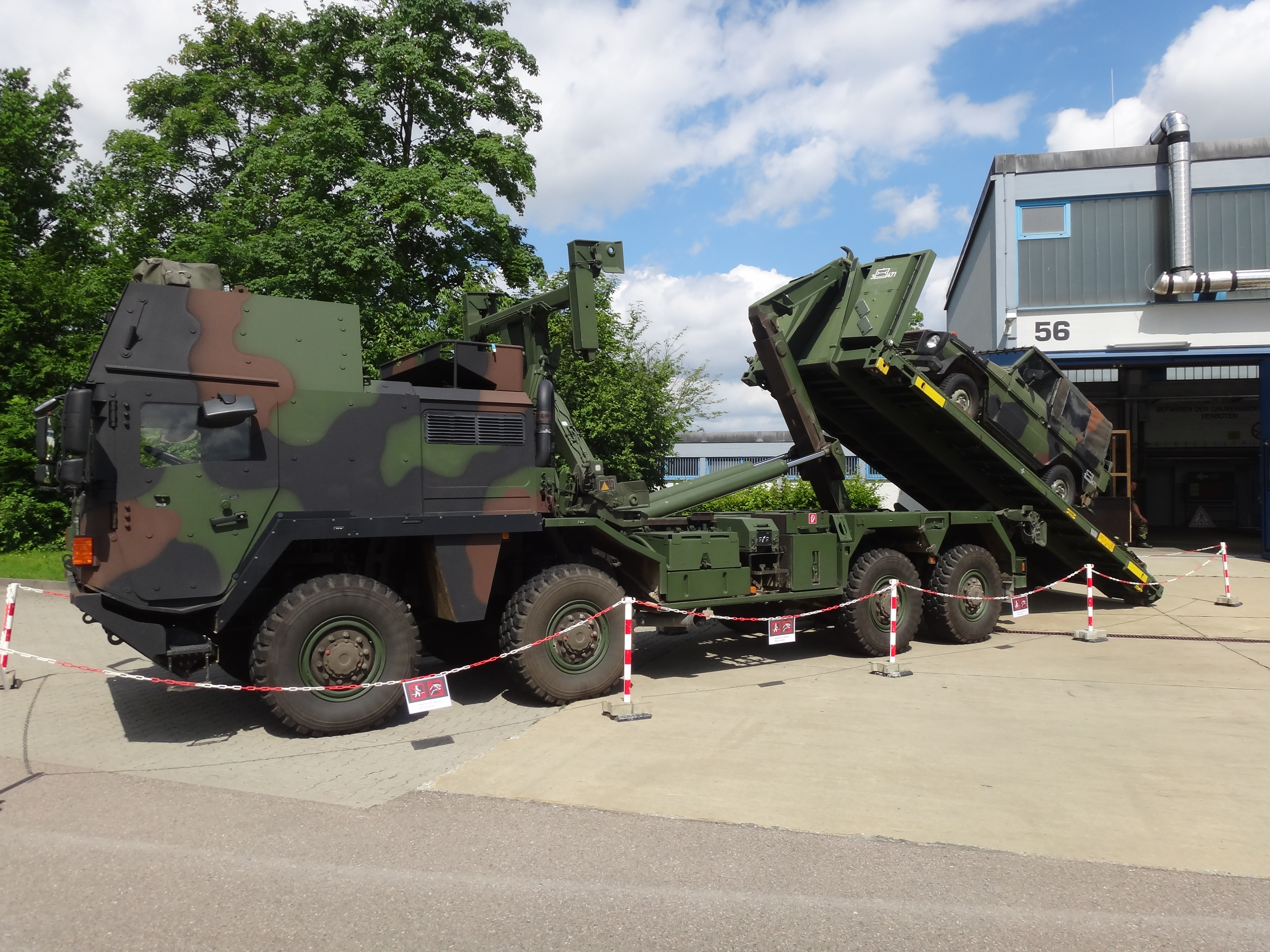
Multi 2 als Fahrzeugtransporter

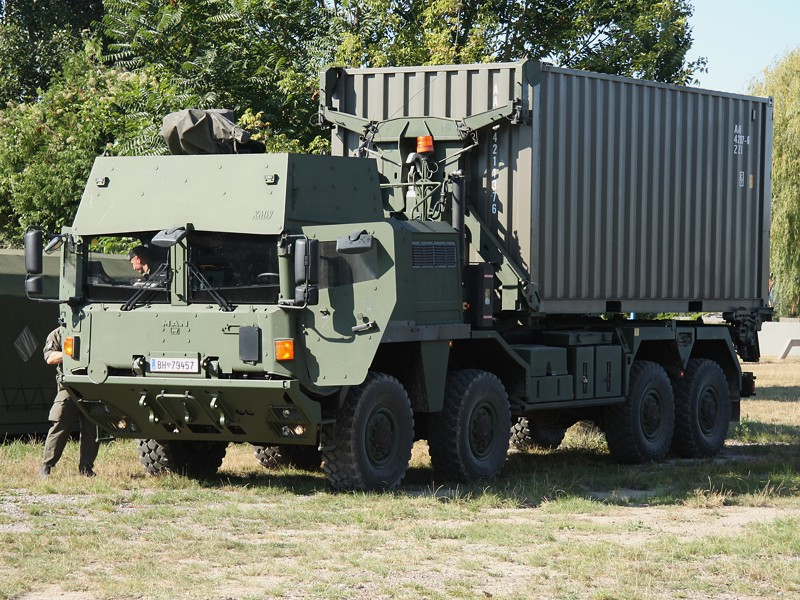
Gepanzertes Hakenladesystem MAN 38.440 8×8 des österreichischen Bundesheeres

Der Multi ist ein Wechselladerfahrzeug der Bundeswehr, dessen Name ein Akronym ist und für Mechanische Umschlag-, Lager- und Transport-Integration steht und technisch auf zivilen Abrollcontainern basiert. Die zweite Generation dieser Lastkraftwagen verfügt über eine Panzerung.
Das österreichische Bundesheer setzt neben einem zweiten Fahrzeugtyp mit Ladetechnik von Palfinger das sehr ähnliche Hakenladesystem MAN 38.440 8×8 ein.

## Entwicklung
Seit Anfang 1980 erprobte die Bundeswehr Wechselladersysteme (sowohl ISO-Container als auch Abrollcontainer) für die Nachschubtruppe, um die Umschlagleistung von Mengenverbrauchsgütern wie Artilleriemunition und Minen zu erhöhen. Insgesamt beteiligten sich drei Unternehmen – MAN, IVECO und Mercedes-Benz. Anfang 1990 wechselte die Entwicklung in die sogenannte 3. Generation der Radfahrzeuge, und Mercedes-Benz schied aus der Entwicklung aus. Die zwei verbliebenen Hersteller stellten gemäß der Anforderung Mobilitätsstufe B (kein gemeinsamer Einsatz mit Kampffahrzeugen, jedoch Einsatz abseits von Straßen bei jedem Wetter) mit 14 t Nutzlast, jeweils sechs Trägerfahrzeuge, vier in der Konfiguration 8×8 für das Heer und zwei in 8×4 für die Luftwaffe. Von MAN wurde der FX 90 mit modularem Fahrerhaus, von IVECO der 380 E 42 mit geändertem Fahrerhaus in den Wettbewerb geschickt.
Aufgrund neuer Vorgaben durch die Politik und die Entwicklung in den Einsatzländern, besonders im ehemaligen Jugoslawien, wurde das Wechselladersystem vom Bundesministerium der Verteidigung zum Sofortbedarf ausgeschrieben. Ab dem Jahr 1994 wurde zunächst der Multi A 1.1 beschafft. Insgesamt wurden 358 Fahrzeuge auf Basis des MAN gl mit Option auf weitere 452 bestellt, die zusammen rund 1,5 Milliarden Deutsche Mark kosten sollten.
Ein Gesamtbedarf von insgesamt 1226 Wechselladersystemen wurde ermittelt. Die parallel weitergeführte Entwicklung der Mobilitätsstufe B wurde 1999 eingestellt.
Im Herbst 1999 unterrichtete der Bundesrechnungshof das Parlament über unnötige Mehrkosten durch vorgezogene Beschaffung nach Aussetzung des Wettbewerbs, unzureichende Erprobung, und dass die 358 Fahrzeuge wegen technischer Probleme nicht wie vorgesehen einsetzbar seien. Der Haushaltsausschuss reagierte darauf im Sommer 2000 mit der Erwartung, dass weitere Beschaffungen zurückgestellt würden, bis zumindest gefahrloses Beladen und Transportieren uneingeschränkt möglich sei. Das Verteidigungsministerium stritt daraufhin jegliche Mängel ab, ließ aber im Dialog mit dem Bundesrechnungshof nachbessern, bis der Rechnungsprüfungsausschuss im März 2001 nur noch mehr als die zwei Wechselladerpritschen pro Fahrzeug verlangte, um wirtschaftlichen Einsatz zu ermöglichen.
Autarker Umschlag von Containern wurde erst später während der Vorserienerprobung der zweiten Generation gefordert und realisiert.

## Entwicklungsergebnis

### Ladetechnik
Die Wechselladeeinrichtung (WLE) AWL 172 T stammt von dem Unternehmen Atlas Weyhausen.

### Ladungsträger Land
Standardausrüstung sind sogenannte Flat Racks; dies sind auswechselbare Wechselladerpritschen (WLP) ohne Seitenwände zum Transport von Munition bis hin zu Fahrzeugen. Nachteil dieser Racks ist, dass sie nicht stapelbar, nicht ISO-konform sowie nicht geeignet für den Seetransport sind.

### Ladungsträger See
Aufgrund dieser Einschränkungen entwickelte das Unternehmen Drehtainer sogenannte Internal Flat Racks (IFR). Diese lassen sich ohne Einschränkungen in ISO-Container verladen und ermöglichen eine sichere Lagerung sowie Munitionstransporte auf dem Seeweg.

### Zusatzausstattung
Zur weiteren Ausrüstung und zum Containertransportkonzept gehören:
- Wechselladerpritschen mit Plane in der Ausführung groß und klein
- 20-Fuß-Tankcontainer für Wasser und Kraftstoff
- Container-Ergänzungsausstattungen (CEA) zur Aufnahme von 20-Fuß-ISO-Containern
- MuConPers. Die Abkürzung bedeutet MULTI-fähiger geschützter Container zur Personenbeförderung und wurde nach dem Anschlag auf einen ISAF-Bus des deutschen Kontingents in Afghanistan von EADS zum minen- und beschusssicheren Transport von bis zu 18 Soldaten entwickelt. Als Transportfahrzeug soll der MULTI 2 FSA dienen. Insgesamt beschafft die Bundeswehr 20 TransProtec/MuConPers.

### Erstbeschaffung
Im Heer werden jedem Fahrzeug nach StAN fünf Wechselladerpritschen mit einer Gesamtnutzlast von je 14 t zugewiesen. Für die Streitkräftebasis sieht das Konzept drei Wechselladepritschen vor, während die zwei restlichen Wechselladepritschen für Zulieferungen aus Depots und der Rüstungsindustrie zurückgehalten werden sollen.

## Varianten

### Multi A 1.1

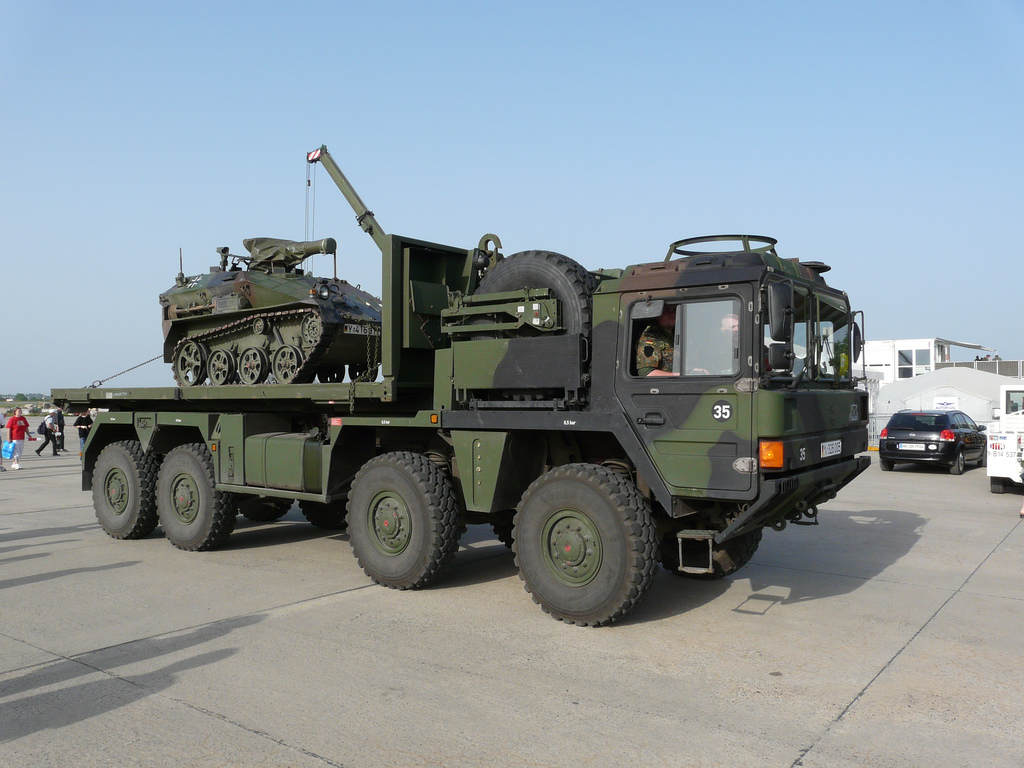
MULTI mit Flat Rack und Wiesel TOW als Ladung

Ein mit Abgasturboaufladung und Ladeluftkühlung ausgestatteter 6-Zylinder-Reihenmotor von MAN mit einer Leistung von 400 PS beschleunigt den LKW auf eine Höchstgeschwindigkeit von bis zu 84 km/h. Von den 358 Fahrzeugen baute MAN bis zum 1. Oktober 1996 85 Stück mit Schadstoffklasse Euro 1, danach in Euro 2. Des Weiteren verfügt das Allradfahrzeug über ein Split-Schaltgetriebe, Wandler-Schaltkupplung, Retarder, Differentialsperren in den Vorder- und Hinterachsen sowie eine Differentialsperre im Verteilergetriebe. Das Gesamtgewicht beträgt 32 t.

### Multi 2 (A3/A4 FSA)

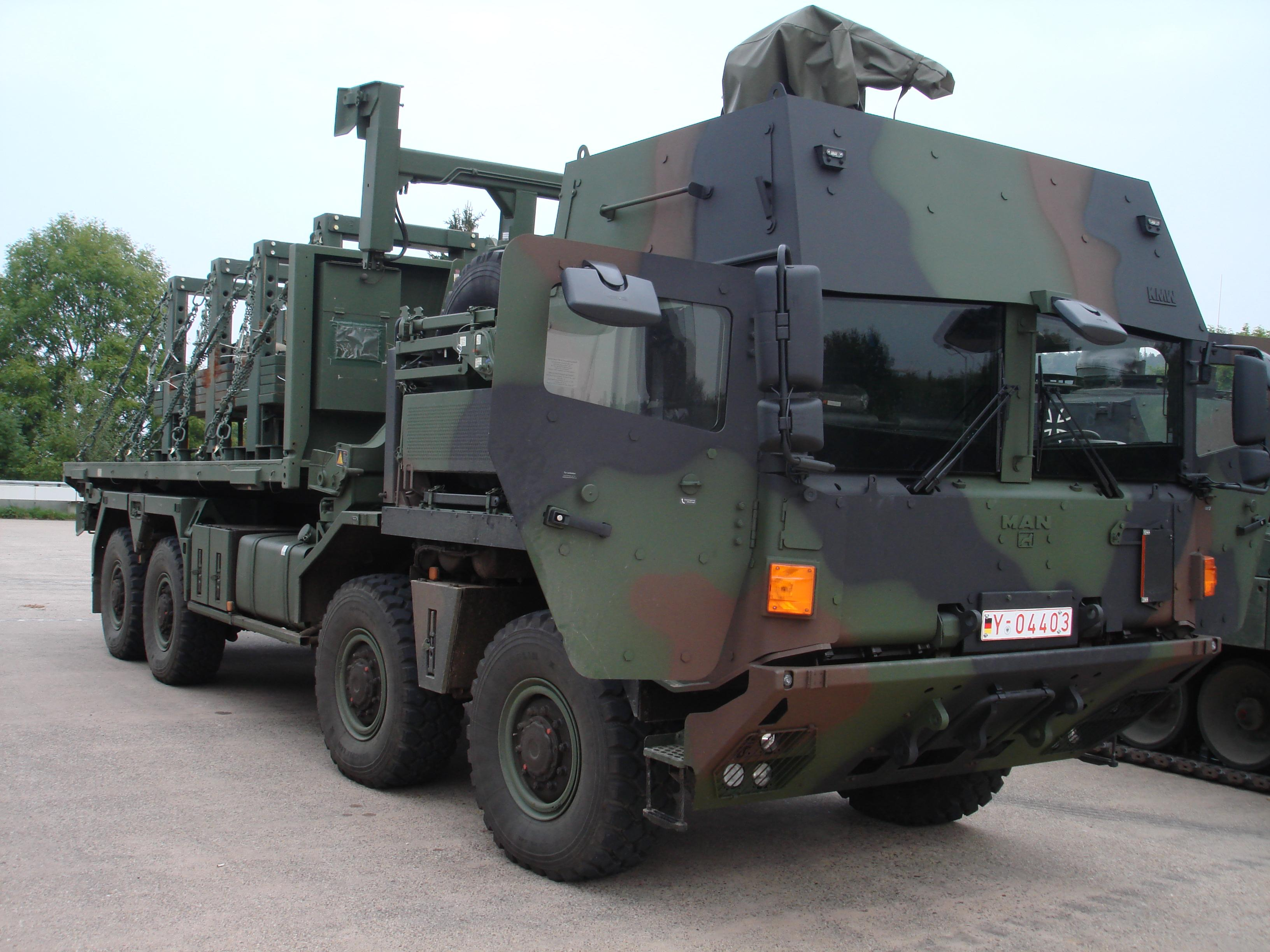
Multi 2 während der Erprobung, auf der Wechselladerpritsche Ballastgewichte

Der Multi 2 ist ein gepanzerter LKW auf Basis der SX-Serie von MAN mit einer Leistung von 400 PS und Automatikgetriebe. Fahrzeugschutzausstattung (FSA) wird im Gegensatz zur nachrüstbaren modularen Schutzausstattung (MSA) bereits beim Bau in das Fahrzeug integriert. Wie beim ATF Dingo ist das gesamte Fahrerhaus eine Schutzzelle und bietet bis zu drei Soldaten einen gewissen Schutz gegen ABC-Waffen, Infanteriemunition sowie Landminen. Der LKW hat eine fernsteuerbare Lafette von Krauss-Maffei Wegmann Typ 1530 für verschiedene Bewaffnung zum Selbstschutz. Der Multi 2 ist länger als die erste Generation. Das Fahrerhaus bietet nun Schlafmöglichkeiten für zwei Personen und mehr Stauraum. Er hat ein zulässiges Gesamtgewicht von 39 t.
Die Entwicklung des Multi 2 begann im Jahr 2001 und führte im Jahr 2003 zu zwei Vorserienexemplaren Multi A3, die im Kosovo und in Afghanistan erprobt wurden. Im Dezember 2010 begann die Serienauslieferung des Multi A4, von dem zunächst 157 Stück bestellt wurden. Der Multi A4 kann als Neuerung ohne Hilfsmittel auch ISO-Container laden und absetzen. In Afghanistan waren am Jahresende 2011 über 150 Exemplare des Multi A4 stationiert. Der Multi A4 wird von Rheinmetall MAN Military Vehicles gebaut. Seine Windschutzscheibe ist acht Zentimeter dick, er wiegt leer 23 Tonnen.